# Districtul Brașov

Districtul Braşovului în Harta Iosefină a Transilvaniei, 1769-73

Districtul Brașov (în germană Kronstädter Distrikt, în maghiară Brassó vidék) este zona de graniță din apropierea Brașovului de la începutul secolului al XIV-lea, în acele vremuri denumirea de district fiind dată de obicei teritoriilor cu organizare militară specifică, ce aveau ca rol apărarea frontierelor Transilvaniei. Prima atestare documentară a districtului brașovean datează din anul 1331, iar din 1353 se menționează existența unei administrații săsești proprii, ce avea reședința la Brașov.
Regele Ludovic I a făcut în anul 1366 o reformă juridico-administrativă, care prevedea pentru orașul și Districtul Brașov o instanță de apel formată din cele „Șapte scaune” săsești cu sediul la Sibiu. Ca urmare, s-au restrâns atribuțiile comitelui brașovean de la întregul Comitat Brașov doar la zona districtului săsesc. Astfel, în perioada 1377 - 1378 funcția de comite suprem era atribuită lui Johann von Scharfeneck, fost castelan al Tălmaciului între anii 1376-1383 și practic comandantul militar al regiunii de graniță din sudul Transilvaniei.

## Domenii aparținătoare

Districtul Braşovului în secolul al XV-lea

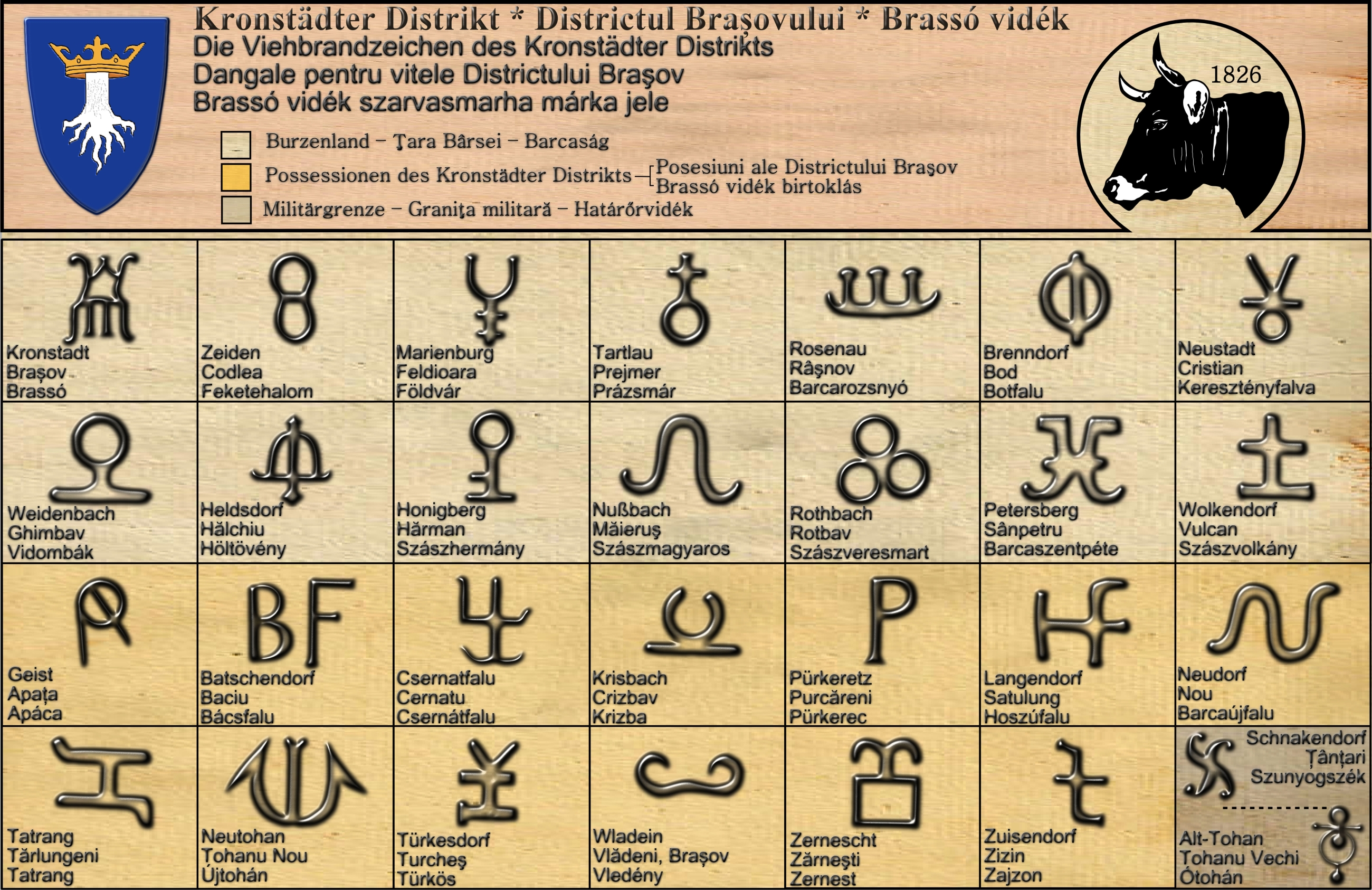
1826 - Dangale pentru vitele din Districtul Braşov

Districtul Brașov administra următoarele localități:
- Patru târguri:
  - Codlea, în germană Zeiden, în maghiară Feketehalom
  - Feldioara, în germană Marienburg, în maghiară Földvár
  - Prejmer, în germană Tartlau, în maghiară Prázsmár
  - Râșnov în germană Rosenau, în maghiară Barcarozsnyó
- Sate libere săsești:
  - Bod, în germană Brenndorf, în maghiară Botfalu
  - Cristian, în germană Neustadt-Burzenland, în maghiară Keresztényfalva
  - Ghimbav, în germană Weidenbach, în maghiară Vidombák
  - Hălchiu, în germană Heldsdorf, în maghiară Höltöveny
  - Hărman, în germană Honigberg, în maghiară Szászhermány
  - Măieruș, în germană Nußbach, în maghiară Szászmagyarós
  - Rotbav, în germană Rothbach, în maghiară Vörösmárt/Veresmart
  - Sânpetru, în germană Petersberg, în maghiară Barcaszentpéter, colocvial Szentpéter
  - Vulcan, în germană Wolkendorf, în maghiară Szászvolkány